# DDR-Liga
DDR-Ligaen var det andet niveau i fodboldmesterskaberne i Østtyskland, som eksisterede indtil genforeningen af Tyskland i 1990. Den svarede til 2. Bundesliga i Vesttyskland.